# 한국토지주택공사
한국토지주택공사(韓國土地住宅公社, Korea Land and Housing Corporation, LH)는 대한민국 국토교통부 산하 준시장형 공기업으로서 토지·주택 및 도시의 개발·정비·관리 등을 담당한다.

## 설립 근거
- 한국토지주택공사법[1][2]

## 설립 취지
정부의 공기업 선진화 방안에 따라 한국토지공사와 대한주택공사가 수행하고 있는 택지 개발 사업 등 상호 중복되는 기능을 해소하고, 경영 효율성을 높임으로써 국민 경제 발전에 이바지하기 위하여 한국토지공사와 대한주택공사를 새로이 한국토지주택공사로 통폐합·정비하고, 동 공사의 자본금·사업 범위·공사채 발행 등에 관한 사항을 정하려는 것이 설립 취지이다.

## 연혁

### 한국토지공사
- 1975년 4월 1일 한국토지공사의 전신 “토지 금고” 설립, 발족
- 1978년 12월 15일 최초 산업 단지인 “안성 시범 공단” 기공식
- 1979년 3월 27일 한국토지개발공사로 확대 개편
- 1980년 12월 31일 택지 개발 촉진법 제정·공포에 따른 택지 개발 사업 본격 착수
- 1988년 9월 13일 200만호 주택 건설 계획에 따른 수도권 1기 신도시 건설 착수 (분당, 일산, 평촌, 중동 등)
- 1996년 1월 1일 사명을 한국토지개발공사에서 한국토지공사로 변경
- 2001년 12월 21일 계획적 개발을 위한 수도권 2기 신도시 건설 본격 착수 (판교, 동탄, 양촌, 옥정 등)
- 2002년 12월 27일 개성 공단 조성 사업 착수
- 2007년 3월 19일 경북 김천 혁신도시 등 6개 혁신도시 사업 시행
- 2007년 12월 14일 부동산 시장 안정을 위한 수도권 3기 신도시 건설 추진 (송파, 동탄, 검단 등)
- 2008년 1월 1일 공사 신규 BI 엘플러스(L+) 공식 발표

### 대한주택공사
- 1962년 7월 1일 대한주택공사 설립
- 1962년 국내 최초의 아파트 단지 건설 (마포구)
- 1965년 대규모 주택 단지 조성 (서울특별시 강서구 화곡동 132,232m2)
- 1971년 국내 최초의 임대 아파트 건설 (개봉동)
- 1978년 잠실 아파트 건설 (19,180호) (1975~1978)
- 1979년 반포 아파트 단지 건설 (7,906호) (1971~1979)
- 1983년 개포 아파트 단지 건설 (1,5710호) (1979~1983)
- 1984년 과천 신도시 건설(13,522호) (1980~1984)
- 1986년 성남 수정구 아파트 건설 (1984~1986)
- 1987년 성남 중원구 아파트 건설 (1984~1987)
- 1989년 상계 신 시가지 건설(42,874호) (1986~1989)
- 1997년 산본 신도시 건설(41,743호) (1989~1997)
- 1997년 분당 신사옥 이전
- 1998년 국내 최초 국민 임대 주택 건설 (수원정자)
- 2002년 친환경 건축물 인증 기관 지정
- 2004년 국내 최초의 10년 공공 임대 아파트 건설 (오산세교)
- 2005년 주택 건설 166만호 달성
- 2006년 주택 공영 개발 사업 최초 실시 (성남판교)
- 2007년 주택 건설 195만호 달성
- 2007년 공기업 최초 사업부제 조직 개편
- 2007년 대한민국 주거 서비스 대상(친환경부문 최우수상) 수상

### 한국토지주택공사
- 2009년 10월, 한국토지공사와 대한주택공사가 통합되어 한국토지주택공사로 출범
- 2015년 5월 4일 본사를 경상남도 진주시로 이전
- 2017년 지진 이재민 임대아파트 제공

## 주요 사업

### 주택 건설
- 주택건설
- 상가
- 용지

### 도시 건설
- 신도시 사업 (파주운정, 아산, 양주, 성남판교, 대전서남부, 부산정관)
- 택지 개발 사업
- 도시 정비 사업

### 주거 복지
- 신도시
- 국민 임대 단지
- 택지 개발
- 도시 개발
- 도시 재정비
- U-Eco City

### 산업 지원
- 경제 자유 구역
- 남북 경협
- 산업 단지
- 임대 전용 산업단지
- 물류 단지

### 국가균형발전
- 행정중심복합도시
- 혁신도시: 원주시, 김천시, 나주시, 대구광역시, 울산광역시, 전주시, 대전광역시
- 지역종합개발사업

## 조직
- 이사회
- 감사위원회
- 상임감사위원
  - 감사실

### 한국토지주택공사장
- 비서실
- 홍보실
- 미래혁신실

#### 부사장
| - 기획조정실 - 경영관리실 - 사업계획실 - 재무전략실 - 재무처 - 판매보상기획처 - 총무고객처 - 인사관리처 - 노사협력처 - 법무실 - 경영정보처 - 인재개발원 - 계약단 - 비상계획실 - 주거복지기획처 - 주거복지사업처 - 주거복지지원처 - 주거자산관리처 - 중앙공동주택관리지원센터 - 중앙공동주택관리분쟁조정위원회 사무국 - 공동주택계획처 - 공동주택사업처 - 공동분양사업처 - 주택시설처 - 주택원가관리처 - 고객품질혁신단 - 주택개발단 - 도시재생계획처 - 도시정비사업처 - 청년주택계획처 - 청년주택사업처 - 국유재산사업처 - 도시건축사업단 - 도시재생뉴딜사업단 - 도시재생지원기구 - 단지기술처 - 주택기술처 - 건설안전처 - 기술심사처 - 동반성장추진단 - 품질시험센터 | - 연구지원처 - 주택성능연구개발센터 - 연구기획실 |

| - 세종특별본부 - 미군기지본부 | - 서울지역본부 - 인천지역본부 - 경기지역본부 - 강원지역본부 - 충북지역본부 - 대전충남지역본부 - 전북지역본부 - 광주전남지역본부 - 대구경북지역본부 - 부산울산지역본부 - 경남지역본부 - 제주지역본부 |

## 소속기관
- 토지주택연구원
- 토지주택대학

## 사진

#### 인천지역본부
인천광역시 남동구 논현로46번길 23

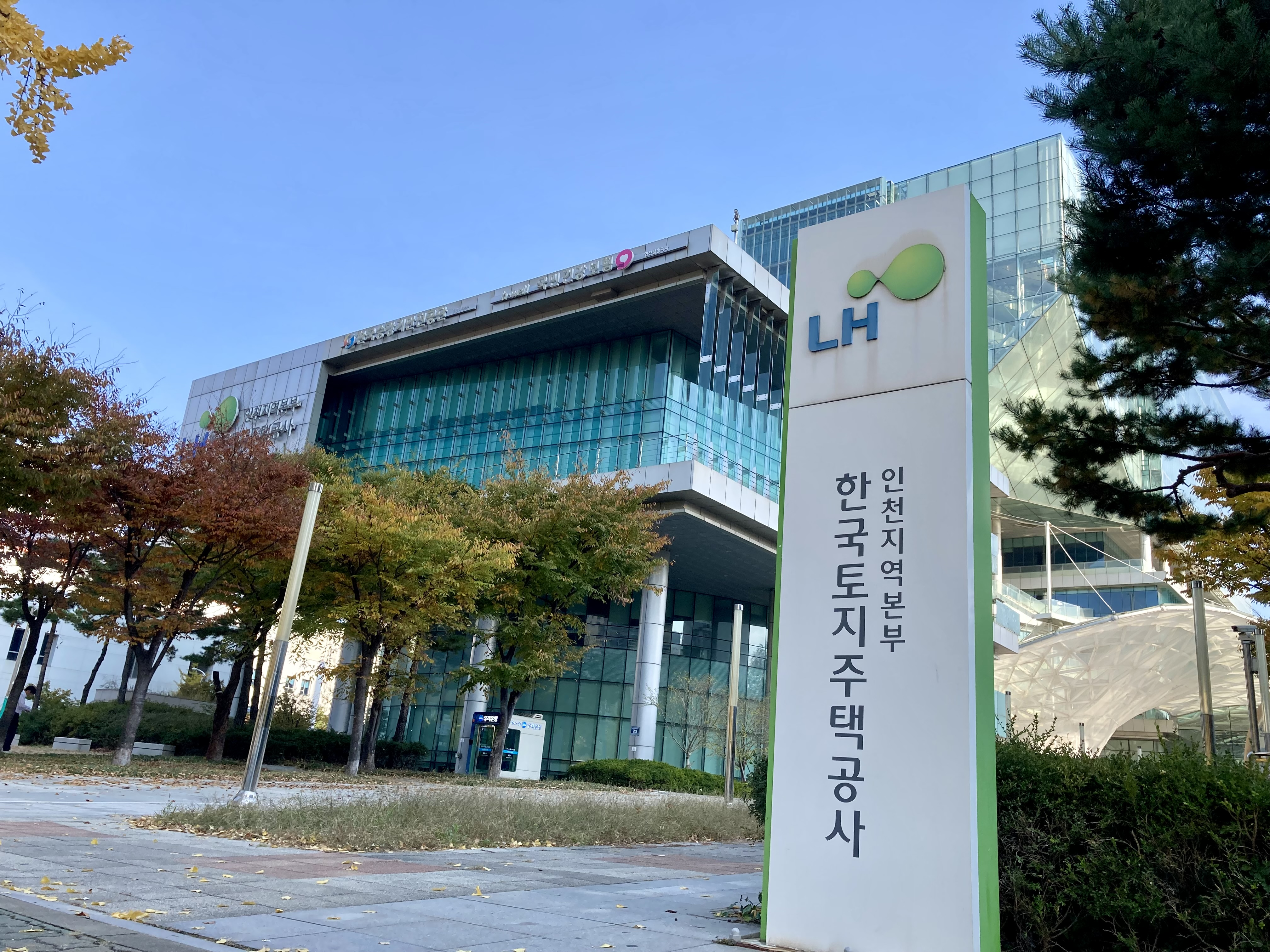
인천지역본부 표지판
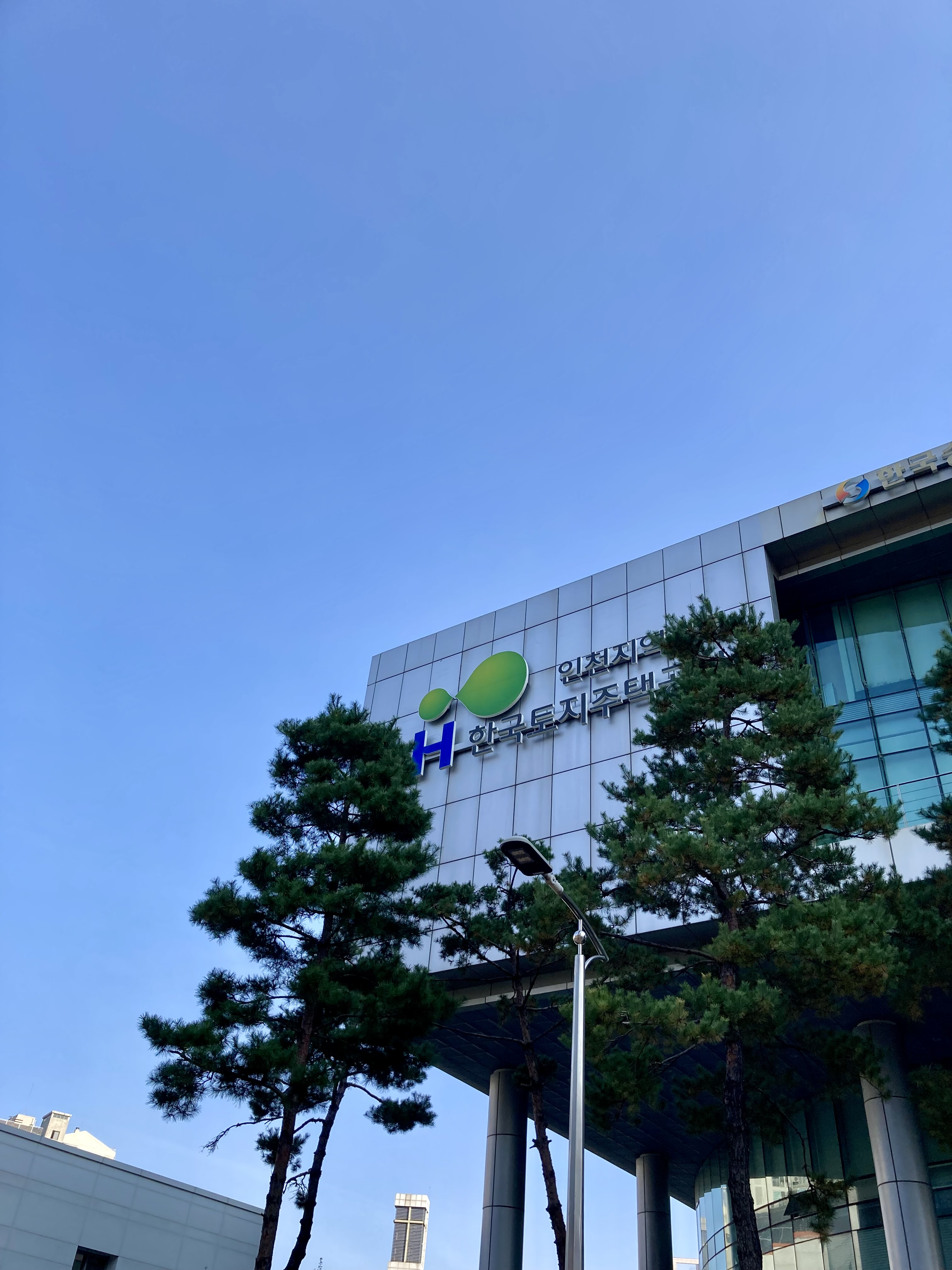
인천지역본부 간판
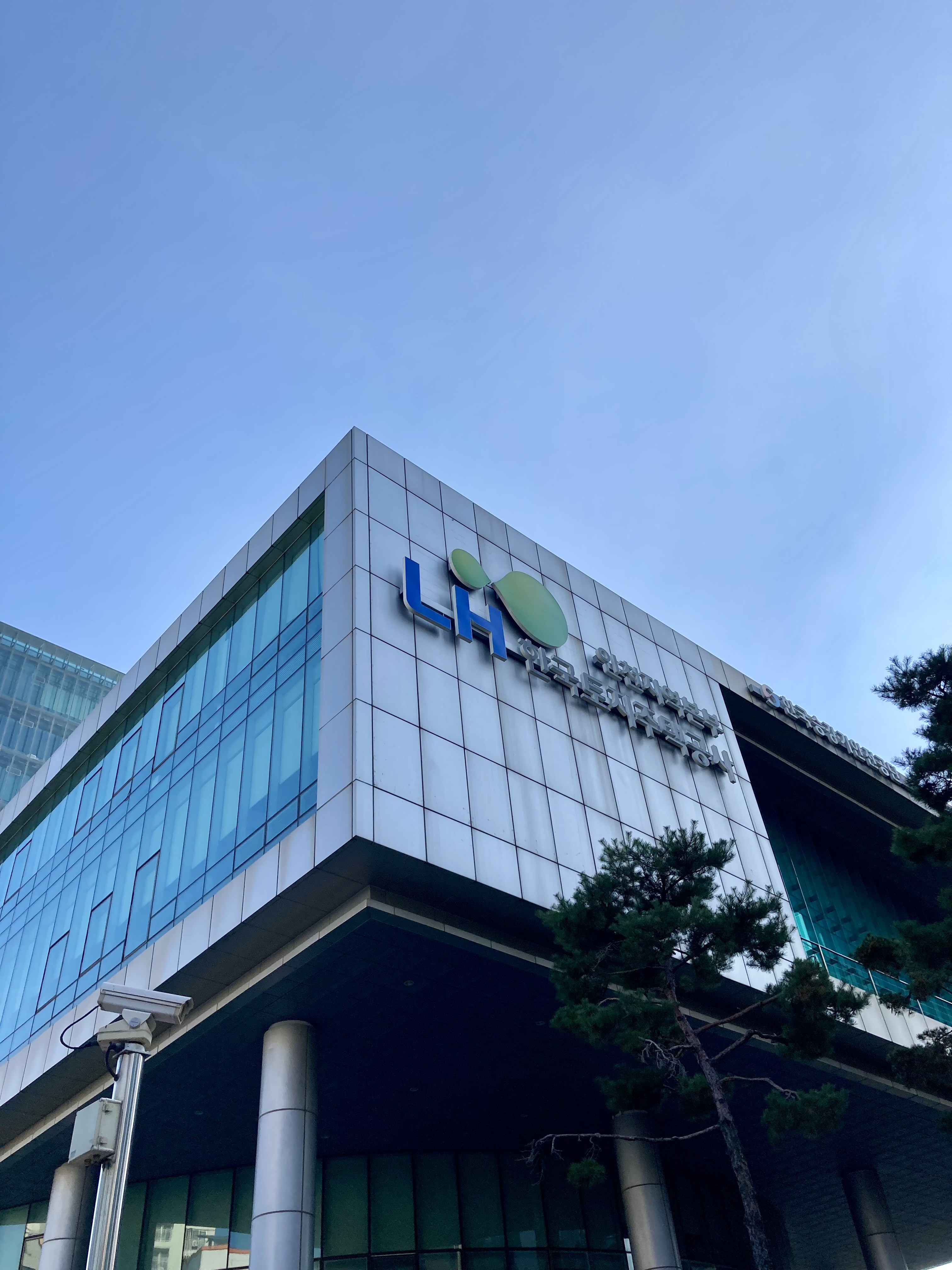
인천지역본부 간판
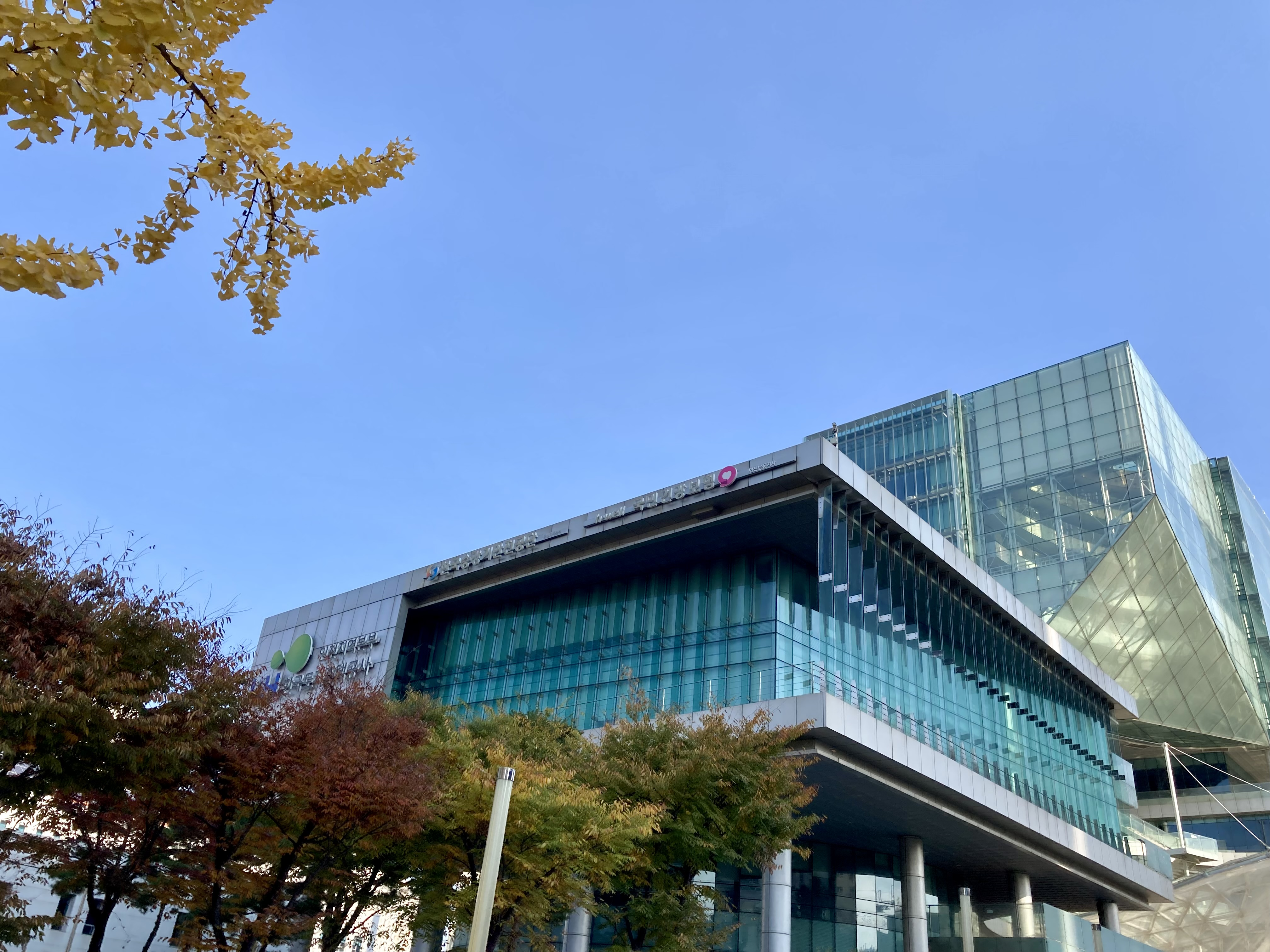
인천지역본부 외관
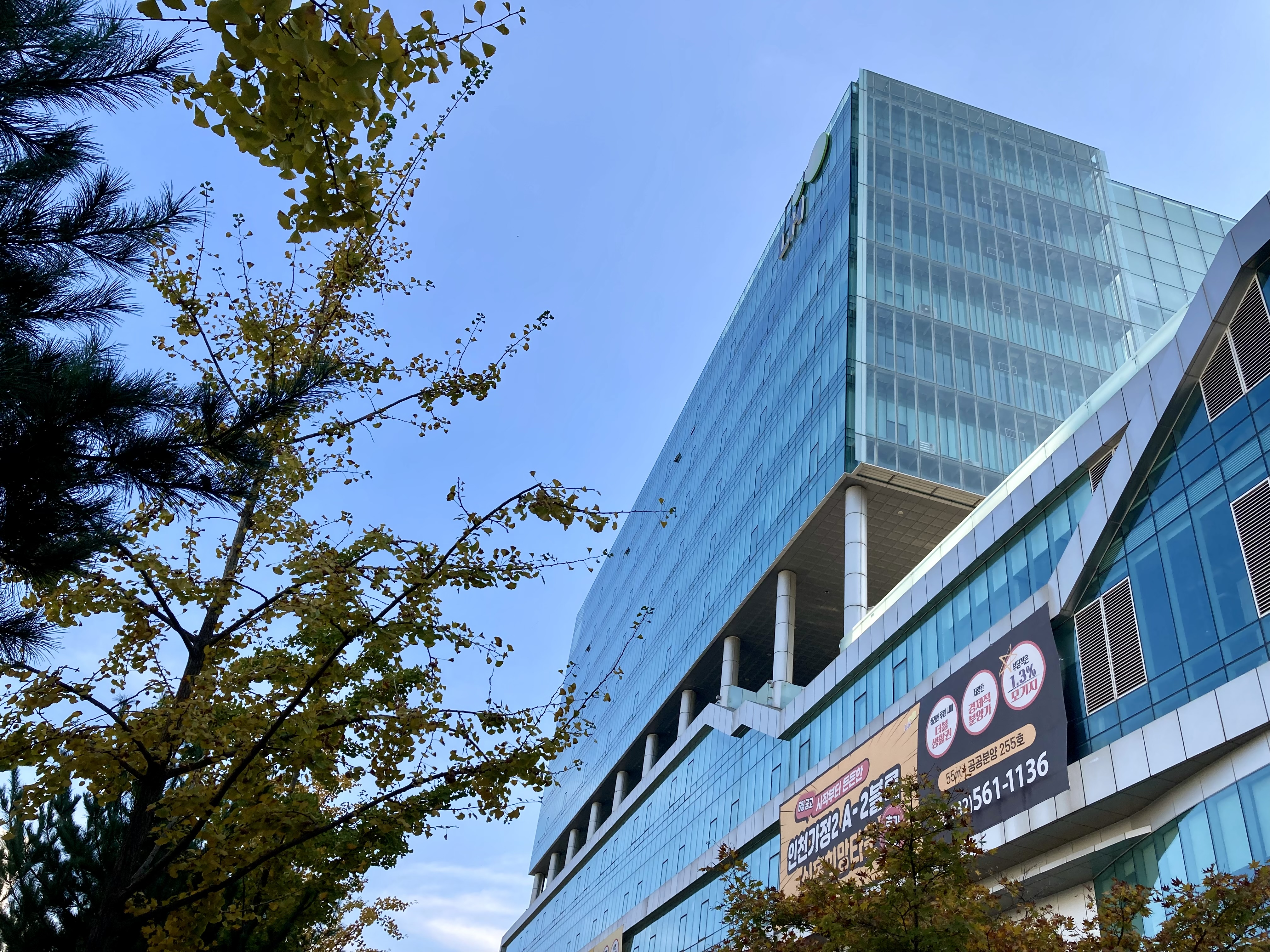
인천지역본부의 가을
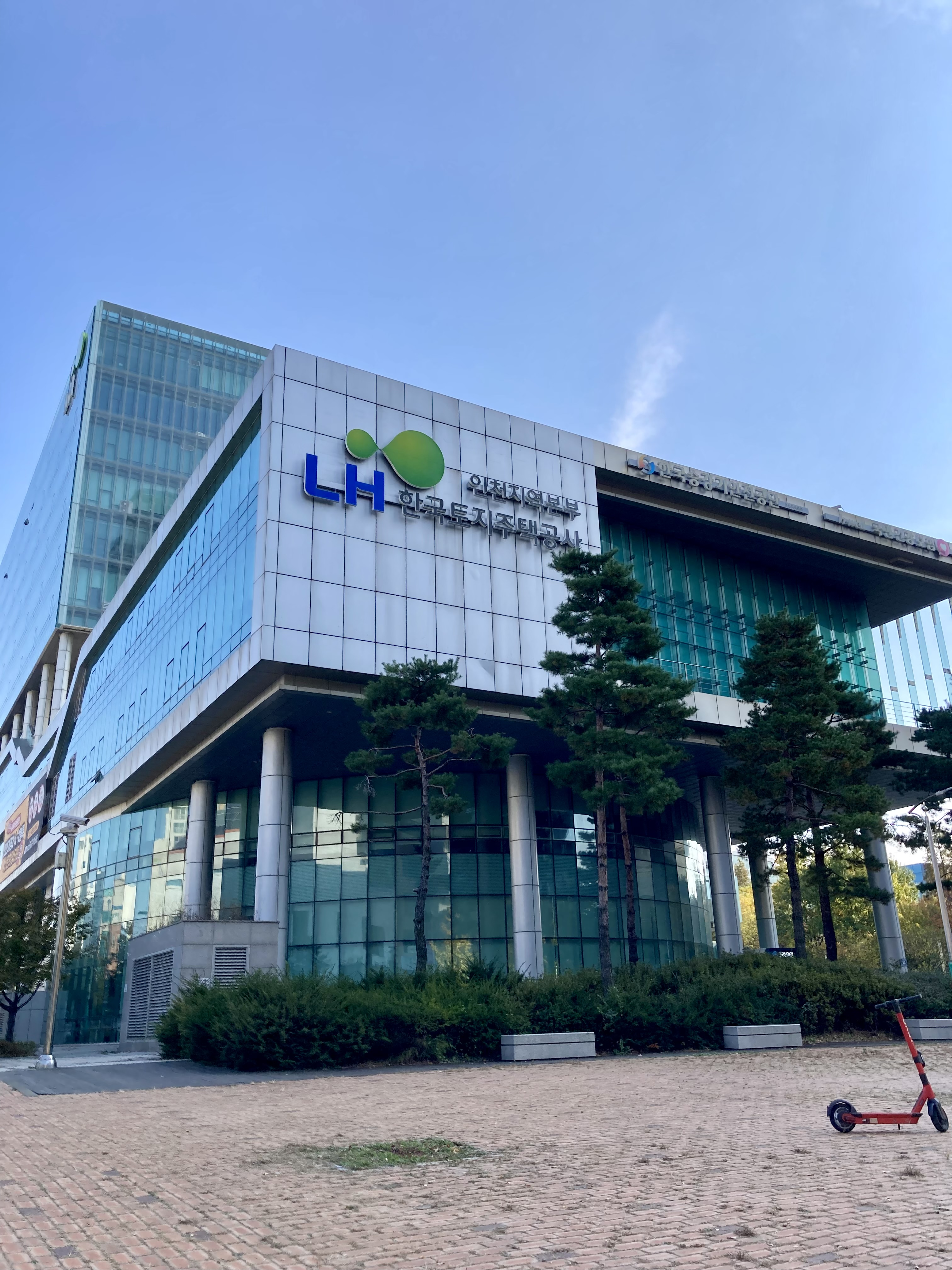
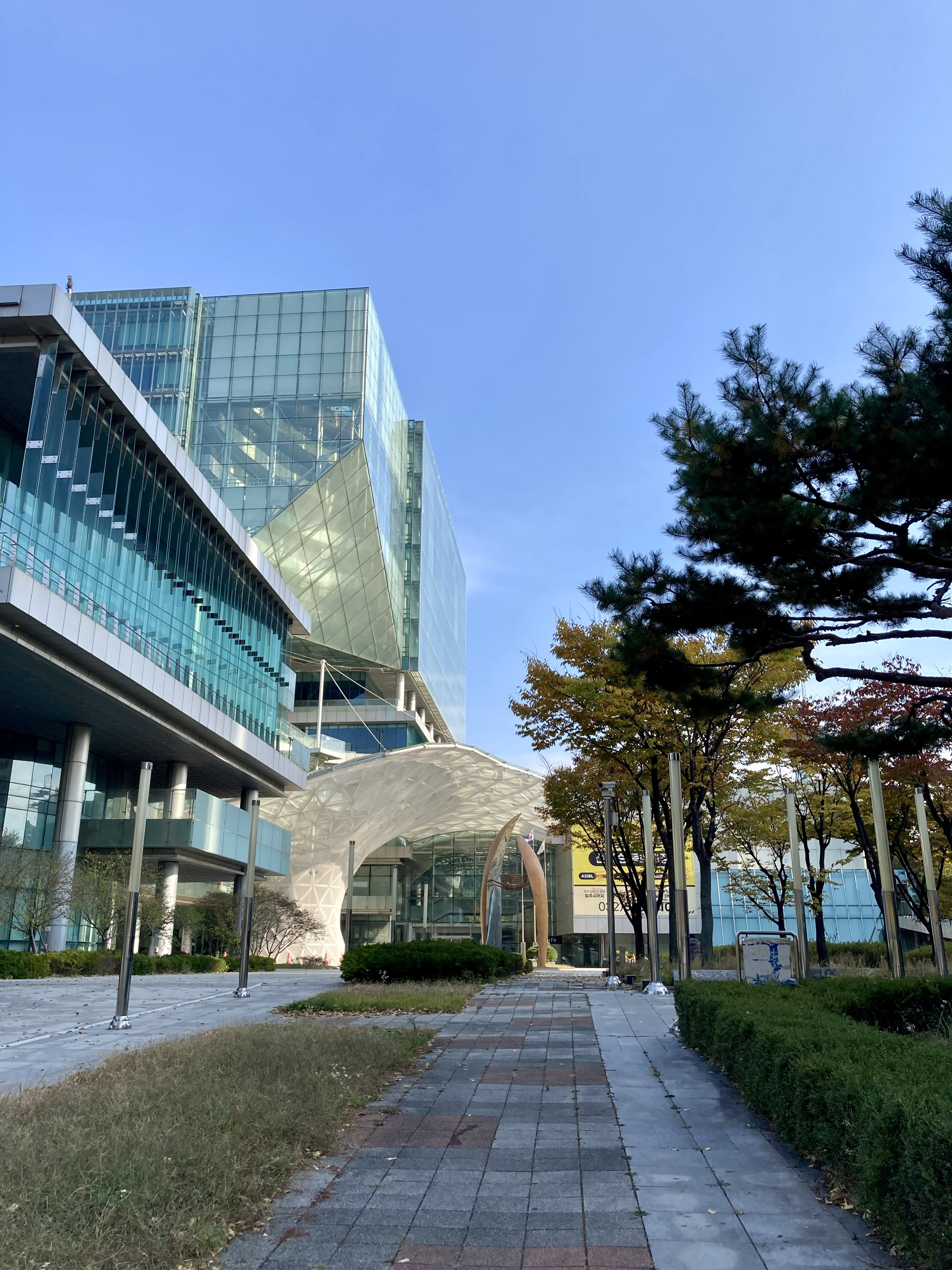

## 논란
2021년 3월 2일 참여연대와 민변이 LH 직원들이 3기 신도시 중 광명·시흥 신도시 사업지역에 토지를 투기로 매입했다는 의혹을 폭로함으로써 사업 진행에 큰 파장이 생기게 되었다.

## 같이 보기
- 한국주택금융공사
- 주택은행

## 참고
1. ↑  제1조(목적) 이 법은 한국토지주택공사를 설립하여 토지의 취득·개발·비축·공급, 도시의 개발·정비, 주택의 건설·공급·관리 업무를 수행하게 함으로써 국민주거생활의 향상과 국토의 효율적인 이용을 도모하여 국민경제의 발전에 이바지함을 목적으로 한다.
2. ↑  한국토지주택공사법 전문